# Alsomyia capillata
Alsomyia capillata là một loài ruồi trong họ Tachinidae.